# Cees van den Oosten
Cornelis Gerardus Jacobus (Cees) van den Oosten (Utrecht, 1 april 1944) is een Nederlands ondernemer en voormalig politicus. Hij was van 2003 tot 2007 lid van de Eerste Kamer der Staten-Generaal voor de Volkspartij voor Vrijheid en Democratie. Hij werd in 2003 dankzij voorkeurstemmen gekozen. Eerder was hij gemeenteraadslid en wethouder in Maarssen en gedeputeerde in de provincie Utrecht.
Van den Oosten werd in april 2008 aangehouden als verdachte in een mogelijke fraudezaak rond een nieuwbouwproject in de gemeente Maarssen.
De zaak tegen van den Oosten werd in februari 2011 geseponeerd. Hij werd bij een groter onderzoek betrokken. Gebleken is dat hij als consultant in die periode als Statenlid (1999-2003) niet strafbaar heeft gehandeld en ook niet in strijd met zijn plicht als Statenlid. Een passende schadevergoeding is overeengekomen.
- Parlement.com: vggj1ffvnohx